# Korydallos
Korydallos of Korydallos Attikis (Grieks: Κορυδαλλός of Κορυδαλλός Αττικής) is een gemeente (dimos) in de Griekse bestuurlijke regio (periferia) Attica.